# Spolas delicata
Spolas delicata là một loài tò vò trong họ Ichneumonidae.